# Nowaja Kriusza
Nowaja Kriusza (ros. Новая Криуша) – wieś w Rosji, w obwodzie woroneskim, w rejonie kałaczejewskim. W 2010 liczyła 2178 mieszkańców.